# Frederik Karel August van Württemberg

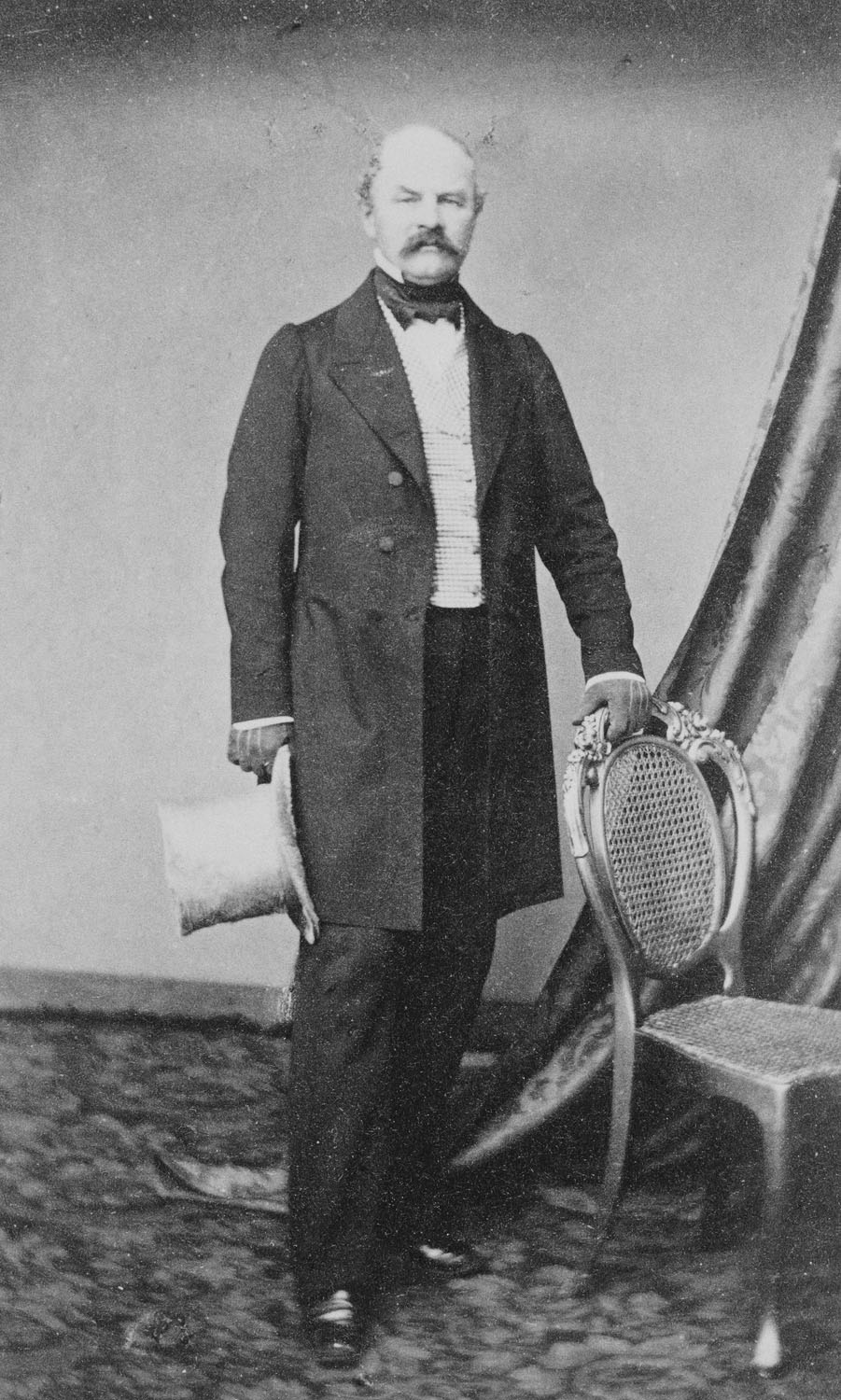
Frederik Karel August van Württemberg.

Frederik Karel August van Württemberg (Comburg, 21 februari 1808 - Stuttgart, 9 mei 1870) was een Württembergse prins en generaal. Hij behoorde tot het huis Württemberg.

## Levensloop
Frederik was de oudste zoon van prins Paul van Württemberg uit diens huwelijk met Catharine Charlotte van Saksen-Hildburghausen, dochter van hertog Frederik van Saksen-Altenburg. Hij was een kleinzoon van koning Frederik I en een neef van koning Willem I van Württemberg.
Hij begon een militaire loopbaan in het Württembergse leger en kreeg op zijn vijftiende de rang van ritmeester van de tweede klasse. In 1832 werd hij kolonel van de infanterie en in 1841 verwierf hij de rang van luitenant-generaal in de cavalerie. In 1865 promoveerde koning Karel I van Württemberg hem tot generaal van de cavalerie en oppercommandant van het Württembergse Bondslegerkorps. Tijdens de Oostenrijks-Pruisische Oorlog tegen Pruisen in 1866 vocht hij niet op het slagveld, maar bleef hij als verbindingsofficier in het hoofdkwartier van de Oostenrijkse veldtochtmeester.
Op basis van zijn koninklijke afkomst zetelde Frederik tevens in de Eerste Kamer van de Württembergse Landsdag, waar hij meerdere vergaderingen bijwoonde. In 1865 kreeg hij van zijn schoonbroer Karel I ook een zetel in de Geheimraad. Hij resideerde hoofdzakelijk in een paleis in Stuttgart en het jachtslot Katharinenhof nabij Oppenweiler.

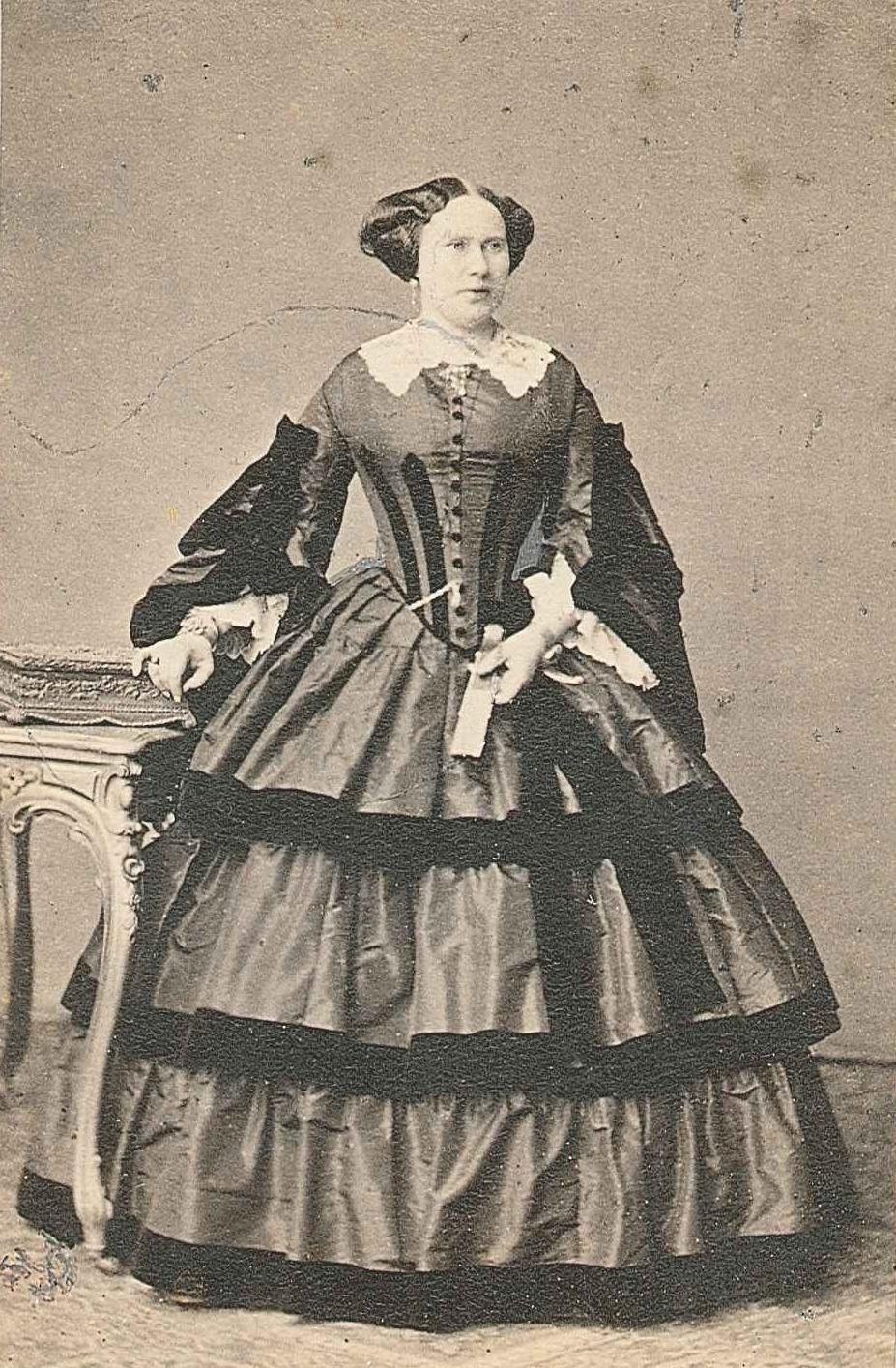
Frederiks echtgenote Catharina van Württemberg.

Op 20 november 1845 huwde hij met zijn nicht Catharina (1821-1898), dochter van koning Willem I van Württemberg. Hun zoon Willem II (1848-1921) volgde in 1891 zijn oom Karel I op als koning van Württemberg.
Frederik van Württemberg stierf in mei 1870 aan een gezwel, vermoedelijk het gevolg van een verwonding in het gezicht die hij jaren eerder had opgelopen bij een jachtongeval. Hij werd bijgezet in de crypte van de slotkapel in het Slot Ludwigsburg.